# Asphodelus albus
Asphodelus albus é uma espécie de planta com flor pertencente à família Liliaceae. 
A autoridade científica da espécie é Mill., tendo sido publicada em Gard. Dict. ed. 8 n.º 3 (1768).

## Portugal
Trata-se de uma espécie presente no território português, nomeadamente os seguintes táxones infraespecíficos:
- Asphodelus albus subsp. villarsii - presente em Portugal Continental. Em termos de naturalidade é nativa da região atrás referida. Não se encontra protegida por legislação portuguesa ou da Comunidade Europeia.